# Hans Günter Wagener
Hans Günter Wagener (* 5. März 1951 in Dortmund; auch H. G. Wagener und Hans-Günter Wagner) ist ein deutscher Filmkomponist und Organist.

## Leben
Er absolvierte eine klassische Ausbildung mit den Schwerpunkten Klavier und Klarinette an der Hochschule in Dortmund.
Nach Engagements in kleineren Besetzungen wurde er 1974 Organist in der WDR Media Band unter Leitung von Harald Banter. Diese Tätigkeit ließ ihm Zeit für Studioarbeit, Schallplattenaufnahmen und Gastspiele in berühmten Orchestern wie die von Paul Kuhn oder Kurt Edelhagen. Um das Jahr 1980 nahm er mehrere Schallplatten in Zusammenarbeit mit dem Orgelhersteller Farfisa auf und spielte dabei auf der Maharani 2000 Orgel.
Ab den 1990er Jahren komponierte er die Filmmusik für zahlreiche deutsche Fernsehserien, wie beispielsweise mit Klaus Wüsthoff zusammen für Heute & Heute Journal, sowe für Das Traumschiff und Kreuzfahrt ins Glück.

## Diskografie (Auswahl)
- 1980: Orgel Welthits Im Farfisa-Sound
- 1981: Farfisa Vorführkonzert
- Unbekannt: Farfisas Top Ten
- 1986: Silent Moon (Horizont)[1]

## Filmografie (Auswahl)
- 1992: Einer zahlt immer
- 1993: Evelyn Hamanns Geschichten aus dem Leben
- 1994: Lutz & Hardy
- 1994–1997 diverse Folgen Bella Block (Krimiserie)
  - 1994: Bella Block: Die Kommissarin
  - 1995: Bella Block: Liebestod
  - 1997: Bella Block: Geldgier
- 1999: Das verbotene Zimmer
- 2000: Die Wüstenrose
- 2000: Fast ein Gentleman
- 2000: Vor Sonnenuntergang
- Seit 2000: Das Traumschiff (Fernsehreihe)
- 2001: Barbara Wood (Folge: Traumzeit)
- 2001: Sperling und das Krokodil im Müll
- 2002: Das Haus der Schwestern
- 2002: Der Jahrhundertkrieg
- 2003: Das Licht von Afrika
- 2004: Das Unbezähmbare Herz
- 2004: Mit deinen Augen
- 2005: 10 vor 10
- 2005: Die Schwarzwaldklinik – Die nächste Generation
- 2005: Das geheime Leben meiner Freundin
- 2005: SF Tagesschau
- 2006: Der Ferienarzt
- 2006–2008: Im Tal der wilden Rosen (Fernsehserie)
  - 2006: Im Tal der wilden Rosen: Was das Herz befiehlt
  - 2006: Im Tal der wilden Rosen: Verzicht aus Liebe
  - 2006: Im Tal der wilden Rosen: Bis ans Ende der Welt
  - 2007: Im Tal der wilden Rosen: Herz im Wind
  - 2007: Im Tal der wilden Rosen: Triumph der Liebe
  - 2007: Im Tal der wilden Rosen: Im Herzen der Wahrheit
  - 2007: Im Tal der wilden Rosen: Vermächtnis der Liebe
  - 2007: Im Tal der wilden Rosen: Ritt ins Glück
  - 2008: Im Tal der wilden Rosen: Fluss der Liebe
  - 2008: Im Tal der wilden Rosen: Gipfel der Liebe
  - 2008: Im Tal der wilden Rosen: Prüfung des Herzens
  - 2008: Im Tal der wilden Rosen: Zerrissene Herzen
  - 2008: Im Tal der wilden Rosen: Die Macht der Liebe
- 2006: Abenteuer Wissen
- 2006: SF Börse
- 2006: Schweiz aktuell
- 2007–2024: Kreuzfahrt ins Glück (Fernsehreihe)
- 2007: Der Mann im Heuhaufen
- 2009: Geld.Macht.Liebe
- 2010: Die Deutschen II, Geschichtsdokumentation
- 2011: Liebe ohne Minze
- seit 2011: Terra Xpress, Magazinreihe ZDF